# Aleksander Elkner
Aleksander Elkner (ur. 9 października 1895 w Satanowie, zm. 6 lub 6 maja 1944 w obozie koncentracyjnym Gross-Rosen) – polski lekarz, doktor habilitowany nauk medycznych, docent Wydziału Lekarskiego Uniwersytetu Warszawskiego, w czasie okupacji hitlerowskiej wykładowca Tajnego Wydziału Lekarskiego UW, nauczyciel akademicki Prywatnej Szkoły Zawodowej dla Pomocniczego Personelu Sanitarnego w Warszawie, zamordowany przez okupantów niemieckich.

## Życiorys
Został pracownikiem Zakładu Histologii i Embriologii Wydziału Lekarskiego UW, kierowanego przez prof. Mieczysława Konopackiego. Uzyskał stopień naukowy doktora. W 1938 habilitował się na Wydziale Lekarskim UW. Został tam docentem.
Po wybuchu II wojny światowej prowadził wykłady z histologii w Prywatnej Szkole Zawodowej dla Pomocniczego Personelu Sanitarnego w Warszawie, która stanowiła formę działania tajnego Wydziału Lekarskiego UW. W związku z tą działalnością, rozpoznany jako Żyd został aresztowany i zesłany do niemieckiego obozu koncentracyjnego Gross Rosen, gdzie zmarł w 1944.